# Steinel (Unternehmen)
Die Steinel GmbH ist ein international agierendes Elektronik-Unternehmen mit Hauptsitz in Herzebrock-Clarholz, Nordrhein-Westfalen.

## Allgemein
Die Steinel GmbH produziert an fünf europäischen Standorten Produkte aus den Bereichen Haustechnik, Industriekomponenten und Heiztechnik. Bekannt geworden ist das Unternehmen vor allem durch seine Spannungsprüfer, Außenlaternen mit Bewegungsmeldern, Heißklebepistolen und Heißluftgebläse.

## Geschichte
1957 begann Heinrich Wolfgang Steinel (1937–2021) während seines Elektrotechnik-Studiums mit der Herstellung elektrischer Heizwiderstände. Nach Abschluss des Studiums 1959 widmete er sich ganz seinem kleinen Unternehmen, welches Heizelemente für eine Vielzahl elektrischer Geräte, wie etwa Trockenhauben, Kaffeemaschinen und Eierkocher produziert. Das Unternehmen galt als eines der führenden Unternehmen bei der Entwicklung und dem Einsatz von Keramiken in Heizwiderständen und expandierte rasch, so dass 1978 eine Verlagerung des Hauptsitzes nach Herzebrock-Clarholz notwendig wurde.
Die Entwicklung des zweipoligen Spannungsprüfers erwies sich als wichtiger und erfolgreicher Schritt des Unternehmens, da der hohe Absatz dieser Geräte die Abhängigkeit vom schrumpfenden Markt für Heizwiderstände kontinuierlich verringerte.
Seit 1980 stellt das Unternehmen zudem Heißklebepistolen her und seit 1983 wird dieser Bereich der Thermowerkzeuge durch Heißluftgebläse ergänzt.
1987 begann Steinel mit der Entwicklung sensorgesteuerter Außenleuchten. Die eingesetzten Infrarot-Sensoren sind ein Abfallprodukt der Siemens-Rüstungssparte und sollten ursprünglich für ein Zielerfassungs- und Ortungssystem im Kampfpanzer Leopard 2 eingesetzt werden. Nach einer Weiterentwicklung durch Steinel sind diese Sensoren nun in der Lage, menschliche Bewegungen zu erfassen. 1989 begann Steinel mit der Produktion der Leuchten, die mittlerweile vielerorts zum Einsatz kommen.
Nach der deutschen Wiedervereinigung übernahm Steinel das ehemalige Robotron-Werk in Mölkau bei Leipzig, wo unter anderem die Kunststoffe für den Eigenbedarf gemischt werden. Kurz darauf wurden weitere Betriebsstätten in Rumänien, der Tschechischen Republik und der Schweiz gegründet.
Im Zuge einer Fokussierung auf die Kernkompetenzen Thermowerkzeuge und Sensortechnik trennte sich das Unternehmen 2003 von der Produktion der Spannungsprüfer. Gleichzeitig wird die Forschung im Bereich der Bewegungsmelder intensiviert und neuartige Hochfrequenz-Sensoren kommen zum Einsatz, welche die Herstellung empfindlicher Präsenzmelder für Innenbeleuchtung und Einbruchmeldeanlagen ermöglichen.
Im Dezember 2019 verkaufte Eigentümer Ingo Steinel als Nachfolgeregelung 75 % der Unternehmensanteile an die Private-Equity-Gesellschaft Adcuram Group AG (München), war aber noch eine Zeit lang mit in der Geschäftsführung.

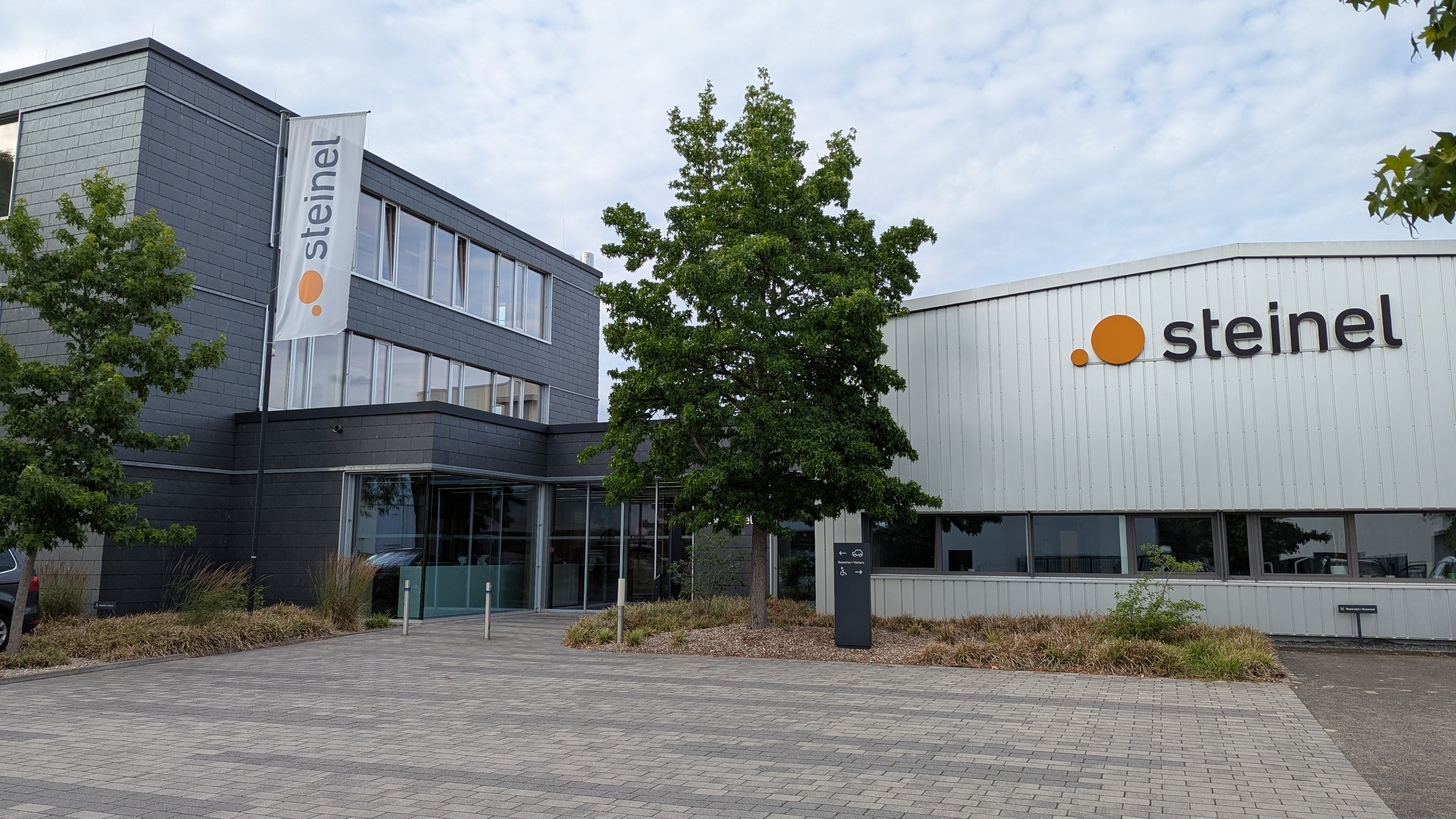
Hauptverwaltung Herzebrock-Clarholz

## Standorte
| Herzebrock-Clarholz, Deutschland | Steinel GmbH Hauptsitz; Forschungs- und Logistikzentrum                                 |
| Leipzig-Mölkau, Deutschland      | Herstellung von Kunststoff-Spritzteilen und Elektronik-Baugruppen                       |
| Einsiedeln, Schweiz              | Steinel Solutions AG Elektronik für Sensoren und Industriekomponenten                   |
| Liberec, Tschechische Republik   | STEINEL Technik s.r.o. Forschung, Entwicklung und Produktion von Elektronik-Komponenten |
| Curtea de Arges, Rumänien        | STEINEL Trading SRL Montagewerk für Baugruppen und Heizungen                            |
| Chisinau, Moldawien              | STEINEL Trading Montagewerk                                                             |